# الراحة (لحج)
الراحة هي إحدى قرى الجمهورية اليمنية. وهي تتبع جغرافيًا لمحافظة لحج. وإداريًا لمديرية يافع. يبلغ تعداد سكانها 982 نسمة حسب الإحصاء الذي جرى عام 2004.